# Iris planifolia
Iris planifolia là một loài thực vật có hoa trong họ Diên vĩ. Loài này được (Mill.) Fiori & Paol. miêu tả khoa học đầu tiên năm 1896.